# Concordia de Alcalá
La Concordia de Alcalá es el nombre con que se conoce el acuerdo firmado el 22 de marzo de 1227 en Alcalá del Obispo entre el rey Jaime I de Aragón y la nobleza sublevada, mediante el cual las partes enfrentadas acordaban de someterse a la sentencia arbitral que dictara el arzobispo de Tarragona Espárago de la Barca, el obispo de Lérida Berenguer de Erill, y el maestre de la Orden del Temple Francesc de Montpesat.

## El fin de la tercera revuelta nobiliaria
El 1227, después de la muerte de Pedro de Ahonés a manos de los sirvientes del rey, Jaime I de Aragón se enfrentó a un nuevo alzamiento de la nobleza dirigido por el infante y tío del rey Fernando de Aragón, que contó con el apoyo de los Montcada, de los Cornel y los partidarios del muerto Pedro de Ahones. Después de una campaña accidentada pero finalmente exitosa, el rey consiguió imponerse y recibir la sumisión de la nobleza sublevada. El 22 de marzo del 1227 en Alcalá del Obispo, tras una intervención papal, las partes enfrentadas firmaron el acuerdo de someterse voluntariamente al arbitraje del arzobispo de Tarragona Espárago de la Barca, el obispo de Lérida Berenguer de Erill, y el maestre de la Orden del Temple Francesc de Montpesat.

## Importancia histórica
La Concordia de Alcalá puso fin a las revueltas nobiliarias que caracterizaron los primeros años del reinado de Jaime I de Aragón y significó el triunfo de la monarquía sobre los nobles, hecho que le dio la estabilidad necesaria para iniciar las campañas contra los musulmanes.